# Prostitución en Luxemburgo

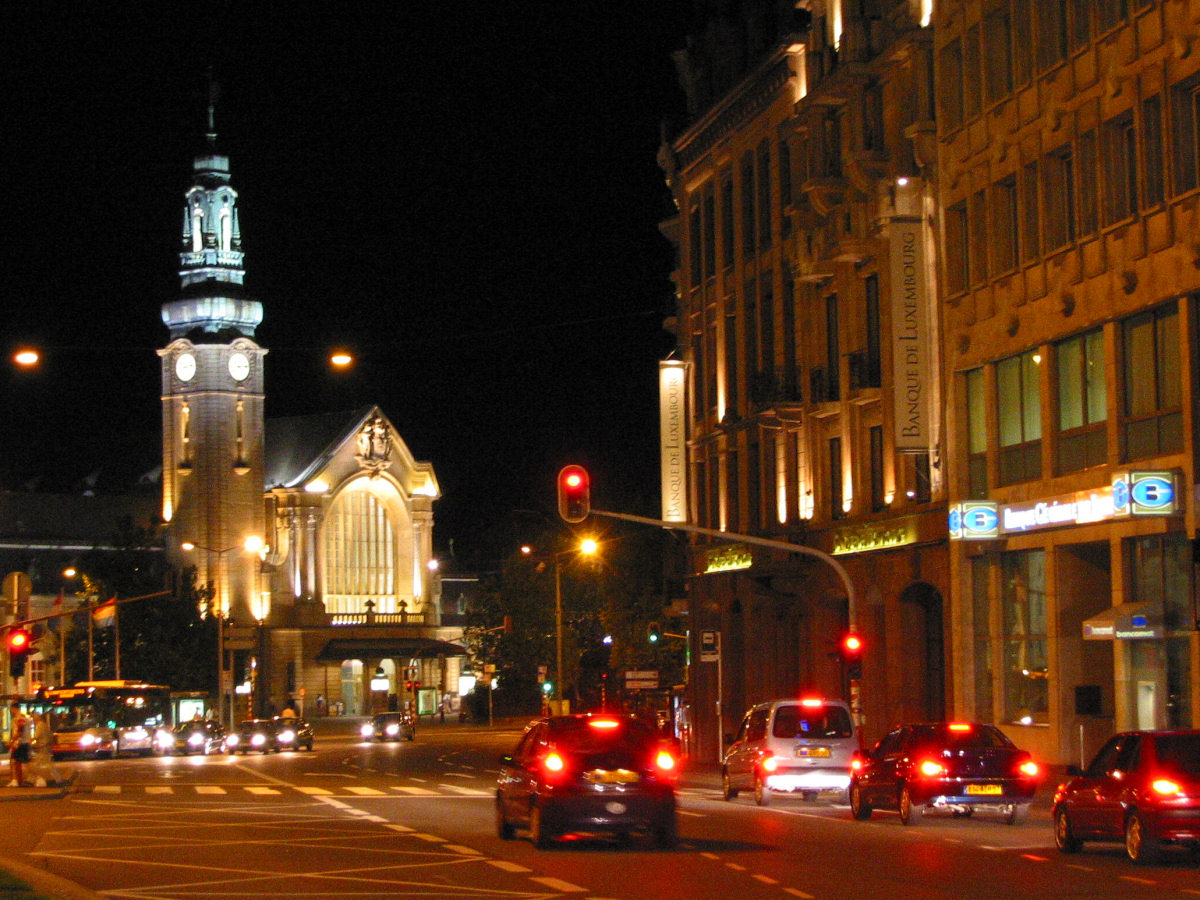
Exterior de la Estación Central de Luxemburgo. En dos de sus calles aledañas, la prostitución callejera está permitida bajo estrictas medidas.

La prostitución en Luxemburgo es en sí misma legal, y es habitual, pero las actividades asociadas a la prostitución organizada, como lucrarse (explotación de burdeles y redes de prostitución) o ayudar a la prostitución, son ilegales. La trata de seres humanos incurre en penas severas. Se calcula que hay cerca de 300 prostitutas en Luxemburgo, la mayoría inmigrantes.
En febrero de 2018, la Cámara de Diputados de Luxemburgo aprobó un proyecto de ley para penalizar a los clientes de prostitutas víctimas de trata, explotación, "personas vulnerables" o menores de edad.

## Prostitución callejera
La prostitución callejera sólo está permitida en dos calles cercanas a la estación de ferrocarril de la ciudad de Luxemburgo, y únicamente entre las 20:00 y las 3:00 horas de la madrugada. La zona está regulada por las autoridades municipales y patrullada regularmente por la policía. Las prostitutas que trabajan fuera de estas calles o fuera de los horarios permitidos pueden ser detenidas y multadas con hasta 2 500 euros. Debido al número de prostitutas y a la zona limitada para trabajar, algunas trabajan desde otras calles cercanas a la zona legalizada y corren el riesgo de ser detenidas. El número de prostitutas ha aumentado debido, al menos en parte, a la demanda de los hombres franceses tras los cambios en las leyes de prostitución de Francia. La proliferación de prostitutas en las calles adyacentes, junto con la actividad de las drogas y la violencia de las bandas, ha llevado a la policía a cerrar algunas calles de la zona al tráfico por la noche y a realizar patrullas a pie de alto perfil.

## Plan de Acción Nacional contra la Prostitución
Las autoridades luxemburguesas llevan varios años trabajando en la elaboración de una estrategia nacional contra la prostitución. Entre 2007 y 2012 se llevó a cabo una encuesta de opinión pública online. Algunos eran partidarios de seguir el "modelo nórdico" (en el que se criminaliza al cliente), otros apoyaban un sistema regulado como en Holanda y Alemania. El Consejo Nacional de Mujeres de Luxemburgo quería la abolición total de la prostitución. Ministros visitaron Holanda y Suecia y hubo un debate parlamentario sobre la prostitución en abril de 2015.
La primera medida que surgió de los debates fue la "estrategia EXIT" en 2014. Se trataba de un plan financiado por el gobierno y gestionado por la Cruz Roja luxemburguesa para ofrecer centros de acogida, apoyo y asesoramiento a aquellas mujeres que quisieran abandonar la prostitución. La ADEM (Agencia para el Desarrollo del Empleo) también ofrecería formación profesional.
El llamado Plan de Acción Nacional (PNA) fue anunciado por la entonces ministra de Igualdad de Oportunidades, Lydia Mutsch, y el ministro de Justicia, Félix Braz, en junio de 2016. El PNA no criminalizaba a las prostitutas ni a los clientes, pero su objetivo era hacer que la prostitución fuera más segura. Se presentó al Parlamento un proyecto de ley para "reforzar la lucha contra la explotación de la prostitución, el proxenetismo y la trata de personas con fines sexuales".

## Tráfico sexual
Luxemburgo es un país de destino para mujeres y niños víctimas del tráfico sexual. Las víctimas del tráfico sexual procedentes de Europa, África, Asia y Sudamérica son explotadas en la prostitución en cabarets, apartamentos privados y en la calle. Entre los grupos vulnerables a la trata se encuentran los niños extranjeros no acompañados y las personas que trabajan en la industria del sexo comercial legal e ilegal de Luxemburgo.
El país prohíbe todas las formas de trata sexual y laboral a través de los artículos 382-1 y 382-2 de su Código Penal. Las penas previstas oscilan entre tres y diez años de prisión para la trata de adultos y entre diez y veinte años de prisión para la trata de menores. En 2016, el gobierno informó del inicio de ocho investigaciones por trata con fines sexuales, el mismo número que el año anterior. El gobierno condenó a 11 traficantes por tráfico sexual en 2016, un aumento en comparación con los cinco de 2015.
La Oficina de Vigilancia y Lucha contra la Trata de Personas del Departamento de Estado de los Estados Unidos  clasificó en 2017 al país europeo en la "Lista de vigilancia de nivel 1".